# Épica dos Reis

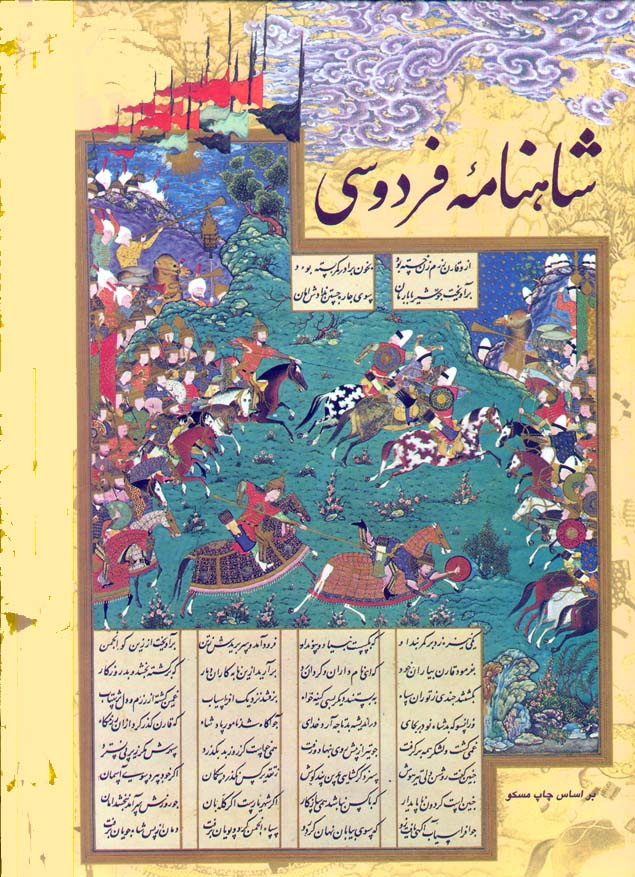
Shahnameh

Épica dos Reis (português brasileiro) ou Épico dos Reis (português europeu), ou Livro dos Reis ou mesmo Xanamé (em persa: شاهنامه; romaniz.: Shāh-nāmeh) é uma grande obra poética escrita no século X, pelo escritor iraniano Ferdusi, que narra a história e a mitologia do Irã, desde a criação do mundo até à sua conquista pelos árabes no século VII. Sua elaboração levou cerca de 30 anos e o livro se constitui de 62 histórias (990 capítulos) e 56 700 dísticos (estrofes de dois versos).

## Influência na língua
Após a conquista árabe, o pálavi falado no Império Sassânida desapareceu dos documentos escritos, sendo substituído pelo árabe. Somente no século IX o idioma reaparece, já como persa moderno, resultante da transformação oral do pálavi, mediante a incorporação de palavras árabes. Embora o persa já fosse então utilizado por alguns escritores iranianos, nenhum deles havia produzido uma obra literária tão significativa como a de Ferdusi. Por isso é visto como o momento de reacendimento da língua persa e Ferdusi considerado um herói nacional. Tal como a Divina Comédia de Dante estabeleceu os padrões da língua italiana, o Épica dos Reis correspondeu à certidão de nascimento da língua persa.

## Conteúdo
A epopeia está dividida em três partes: as eras Mítica, Heroica e Histórica, registrando os feitos de 50 xás ou reis persas em cerca de 60 000 versos dísticos. A narrativa inicia com heróis e reis persas pré-islâmicos, começando com os relatos míticos da criação do mundo e do primeiro homem, Keyumars, e as guerras heroicas. Boa parte da obra cobre os feitos do herói persa Rustã. A obra termina com a história dos últimos reis sassânidas e a história da conquista da Pérsia pelos muçulmanos. Em português há uma tradução parcial de João Francisco Diel de Sousa baseada no texto em inglês.